# Cyaneolytta metasternalis
Cyaneolytta metasternalis es una especie de coleóptero de la familia Meloidae.

## Distribución geográfica
Habita en Angola.